# مستوى التحليل
يستخدم مصطلح "مستوى التحليل" كأحد مصطلحات مجال العلوم الاجتماعية الذي يشير إلى موقع وحجم ونطاق الهدف البحثي. "ويختلف مصطلح "مستوى التحليل" عن مصطلحي "وحدة التحليل" أو "وحدة المراقبة"، في أن المصطلح الأول يشير إلى مجموعة علاقات أكثر أو أقل اندماجًا في حين يشير المصطلح الثاني إلى وحدة أخرى يتم أو سيتم من خلالها جمع البيانات. وتعمل وحدة المراقبة جنبًا إلى جنب مع مستوى التحليل على تحديد المجتمع الإحصائي لممارسة المشروع البحثي عليه.

## نظرة عامة
يشير مصطلح «مستوى التحليل» إلى موقع وحجم ونطاق الهدف البحثي. وهناك مصطلح مشابه لهذا المصطلح، يستخدم في مجال العلوم الاجتماعية، يطلق عليه «الوحدة الاجتماعية». فعلى سبيل المثال، في مجال العلاقات الدولية، أنشأ الكاتب كينيث ولتز في كتابه الإنسان والدولة والحرب (Man, State and War)، تحليلًا ثلاثيًا يتضمن ثلاث مستويات مختلفة من التحليل وهي: الإنسان (فرد)، والدولة (جماعة)، والحرب (النظام الاجتماعي الذي تتفاعل الجماعة عن طريقه). ويختلف مصطلح «مستوى التحليل» عن مصطلحات «وحدة التحليل» أو «وحدة المراقبة» أو «وحدة القياس» في أن المصطلح الأول يشير إلى مجموعة من العلاقات أقل أو أكثر اندماجًا في حين يشير المصطلح الثاني إلى وحدة أخرى يتم أو سيتم من خلالها جمع البيانات، وتعمل وحدة المراقبة جنبًا إلى جنب مع مستوى التحليل على تحديد المجتمع الإحصائي لممارسة المشروع البحثي عليه.

## المستويات (بترتيب تصاعدي)
على الرغم من عدم اشتراط أن تكون مستويات التحليل تلك متنافية، فيوجد ثلاثة مستويات عامة قد يقع البحث ضمنها وهي: المستوى الدقيق، والمستوى المتوسط أو مستوى المدى المتوسط والمستوى الكلي.

### المستوى الدقيق
تتمثل أصغر وحدة تحليل تقع ضمن إطار العلوم الاجتماعية في الأفراد المتواجدين داخل أوساطهم الاجتماعية. فعلى المستوى الدقيق، الذي يُشار إليه كذلك بالمستوى المحلي، يشير التجمع الإحصائي الذي يُجرى عليه البحث إلى الأفراد المتواجدين داخل أوساطهم الاجتماعية أو مجموعة صغيرة من الأفراد المتواجدين في إطار وسط اجتماعي معين. وتضم أمثلة مستوى التحليل الدقيق، على سبيل المثال لا الحصر، ما يلي.
- الأجنبي، ومنعدم الجنسية، وطالب اللجوء، واللاجئ
- شخص
- مواطن
- شراكة، زواج
- أسر
- منزل
- حي سكني

### المستوى المتوسط
بشكل عام، يشير مستوى التحليل المتوسط إلى حجم التجمع الإحصائي الذي يقع بين المستويين الدقيق والكلي، مثل جماعة مشتركة أو مؤسسة. ومع ذلك، قد يشير المستوى المتوسط كذلك إلى عمليات التحليل المصممة تحديدًا للكشف عن الروابط بين المستويات الدقيقة والكلية. في بعض الأحيان، يُشار إلى المصطلح بالمدى المتوسط، وبخاصة في مجال علم الاجتماع. وتضم أمثلة المستوى المتوسط أحد أقسام وحدات التحليل، على سبيل المثال لا الحصر، ما يلي.
- العشيرة
- القبيلة
- الجماعة المشتركة
- قرية، بلدة، مدينة
- المؤسسة الرسمية
- دولة

### المستوى الكلي
بشكل عام، تتبع عمليات التحليل في مستواها الكلي النتائج التي تثمر عنها المعاملات، مثل المعاملات الاقتصادية أو غيرها من المعاملات التي تتضمن تحويل الموارد في إطار مجموعة كبيرة من التجمع الإحصائي. كذلك، يُشار إلى هذا المصطلح باسم المستوى العالمي. وتضم أمثلة المستوى الكلي أحد أقسام وحدات التحليل، على سبيل المثال لا الحصر، ما يلي.
- أمة
- مجتمع
- حضارة
- دولي

## «مستوى التحليل» في العلوم السياسية
في مجال العلوم السياسية، ينقسم مستوى التحليل بشكل عام إلى ثلاث مجموعات - فرد، دولة، ونظام دولي. وعلى الرغم من أن مستويات التحليل الثلاثة تلك لا يمكنها وصف كل تأثير ناتج وأنه يوجد عدد غير محدود من المستويات الواقعة بين المستويات الرئيسية الثلاثة، إلا أن مستويات التحليل هذه ستساعد في فهم كيف لقوة واحدة في النفوذ السياسي أن تؤثر على قوة أخرى. وبشكل عام، يعد النفوذ مفهومًا يجمع بين كافة أنواع التحليل معًا. فعلى سبيل المثال، قد يكون الصراع للحصول على السلطة سببًا في نشوب الحرب، ولكن قد يكون هذا الصراع ناشئًا من شهوة الأفراد في تملك السلطة. وبهذا يمكن اعتبار شهوة الحصول على السلطة مستوى تحليلًا فرديًا، بينما يعتبر الصراع للحصول على السلطة مستوى تحليلًا نظاميًا.

### المستوى الفردي
يعمل مستوى التحليل الفردي على تحديد سبب نشوء الأحداث الناتجة عن القرارات التي تتخذها القيادات من الأفراد أو مجموعة صانعي القرار داخل دولة معينة. فيركز هذا المستوى على العوامل البشرية الموجودة على الساحة العالمية، محددًا خصائص صناعة القرارات البشرية. فعلى سبيل المثال، قامت الحرب العالمية الأولى نتيجة قرارات اتخذها قادة معينون يتمتعون بالسلطة في ذلك الوقت. ويعتبر القيصر فيلهلم الثاني المستوى الذي منه نشأ سبب قيام الحرب. وربما كان ذلك نابعًا من حاجته في الحصول على السلطة لإخفاء شعوره بالنقص، أو ربما يكمن السبب في عدم قدرته على فهم تعقيدات فن الحكم، وهي الطريقة التي انتهجها أوتو فون بسمارك. وربما كانت تلك فكرته عن الملكية ومصير ألمانيا. وبهذا، تعتبر كافة الاحتمالات الثلاثة تلك مستمدة من مستوى التحليل الفردي.[بحاجة لمصدر]

### المستوى المحلي
يهتم مستوى التحليل المحلي بتحديد الأسباب الخاصة بطبيعة النظام الداخلي لدول معينة. وبالتالي، تنشب الحروب من جانب الدول العدوانية أو المولعة بالحرب، وليس من الأفراد الذين يتسمون بالشر أو عدم الكفاءة أو المضللين أو هيكل السلطة في النظام الدولي. علاوةً على ذلك، قد يتسبب فشل المؤسسات المحلية في نشوب الحرب أيضًا. ففي الحرب العالمية الأولى، غالبًا ما يُشار إلى الانهيار الداخلي لـ الإمبراطورية النمساوية المجرية، أو الائتلاف الهش للاهتمام بالجانب الزراعي والصناعي داخل ألمانيا مثل الاهتمام بزراعة الشيلم واستخراج الحديد، كأحد الأسباب الهامة التي أدت إلى نشوب تلك الحرب. وقد تنشأ حالات المستوى المحلي نتيجة الخصائص المتنوعة للنظام المحلي. فتتسبب الاقتصاديات الرأسمالية والاشتراكية في ظهور مواقف وسلوكيات مختلفة. كذلك، قد تؤدي الديانات المسلمة والمسيحية أو الأيديولوجيات السياسية الديمقراطية وغير الديمقراطية إلى ظهور تلك المواقف أيضًا. وتعمل المؤسسات المستقرة والفاشلة بمثابة العوامل الخاصة بالمستوى المحلي التي تؤثر على سلوك الدولة. ويتمثل القلق الكبير حاليًا في وجود الدول الفاشلة، يُقصد بها تلك الدول التي انهارت مؤسساتها المحلية، كدولة الصومال على سبيل المثال. علاوةً على ذلك، يظهر قلق آخر متمثلًا في وجود الدولة المارقة، مثل كوريا الشمالية، والتي يمكنها إمداد الإرهابيين بـ الأسلحة النووية. تندرج كافة أنواع الدول في قائمة مستوى التحليل المحلي، غير أن الدولة الفاشلة عادةً ما يُقصد بها الدولة التي انهارت مؤسساتها على مستوى التحليل المحلي، بينما غالبًا ما تقوم الدولة المارقة على النوايا الشريرة لأفرادها - مستوى التحليل الفردي.

### المستوى الدولي
يفسر مستوى التحليل الدولي النتائج التي أثمر عنها مستوى قائم على نطاق المنظومة والذي يضم كافة الدول. فيأخذ هذا المستوى في اعتباره كلًا من مكانة الدول بالنسبة للنظام الدولي وكذا العلاقات المتبادلة فيما بينهم؛ حيث تمثل مكانة الدول مستوى التحليل النظامي الهيكلي. وهذا يشمل التوزيع النسبي للنفوذ، على سبيل المثال تحديد أي دولة ذات نفوذ كبير أو متوسط أو صغير وجيوسياسية; على سبيل المثال تحديد أي الدول ذات نفوذ بحري أو بري. وتمثل التعاملات بين الدول مستوى تحليل العملية النظامي. وفي هذا المستوى، نهتم بتحديد أي دولة تتوافق مع أي دول أخرى وكذلك تحديد أي دولة تتفاوض مع أي دولة أخرى. وبهذا، يمكننا تفسير قيام الحرب العالمية الأولى من حيث غياب المؤسسات التي يتم إنشاؤها على نطاق المنظومة، على سبيل المثال عصبة الأمم، والتي لم يتم إنشاؤها حتى قيام الحرب العالمية الأولى بهدف منع قيام مثل هذه الحروب في المستقبل. ومع ذلك، لا يُقصد بالمؤسسة القائمة على نطاق المنظومة دائمًا ضرورة وجود تآلف بين الأمم، كما شهدنا في الحرب العالمية الثانية. ويتمثل سبب قيام الحرب العالمية الثانية في فشل المؤسسة النظامية، الأمر الذي أدى إلى قيام بعض المؤسسات الجديدة التابعة لـ الأمم المتحدة بمواصلة التوجه الإصلاحي الذي انتهجته عصبة الأمم.

## كتابات أخرى
- Babbie, Earl (2004). The Practice of Social Research (10th ed.), Belmont, CA: Wadsworth, Thomson Learning Inc. ISBN 0-534-62029-9.
- Jepperson, Ronald and John W. Meyer (2011). "Multiple Levels of Analysis and the Limitations of Methodological Individualisms." Sociological Theory, 29(1): 54–73.

## وصلات خارجية
- Rourke, John T . (2005). "Levels of analysis", from International Politics on the World Stage, (10th ed.)
- Megas, Achilleas (2008). "The Level Analysis Meta-theoretical Problem: International Studies Assessment." Third International Conference on Interdisciplinary Social Sciences. نسخة محفوظة 23 يونيو 2015 على موقع واي باك مشين.
- Core-Biological level of analysis.